# Francolinus erckelii
Francolinus erckelii là một loài chim trong họ Phasianidae.